# Guer (dinastia hassídica)
La dinastia hassídica Guer (en hebreu: חסידות גור) es va originar a la població polonesa de Guer, el nom en jiddisch de Góra Kalwaria, un petit poble polonès. El fundador de la dinastia va ser el Rabí Yitzchak Meir Alter (1798-1866), conegut com el Chiddushei HaRim, per una obra seva que duu aquest títol. Abans de l'Holocaust, s'estimava que els seguidors de la hassidut de Guer eren uns 100.000, per la qual cosa Guer era el grup hassídic més gran i influent de Polònia.Avui dia, el moviment té la seu a la ciutat santa de Jerusalem i compta amb uns 13.000 membres, la majoria dels quals viuen a Israel, la qual cosa converteix a Guer en la major dinastia hassídica de la Terra d'Israel.No obstant això, també hi ha comunitats de hassidim de Guer establertes a Brooklyn, Nova York, Londres, Regne Unit, i també hi ha comunitats menors de hassidim de Guer, a Toronto, Ontario, Canadà, i a Los Angeles, Califòrnia, Estats Units.

## Història de la hassidut de Guer
Després de la mort del Rabí Kotzker en 1859, la gran majoria dels seus seguidors van triar al Rabí Yitzchak Meir Alter, el seu deixeble més proper, com el seu nou rabí. En aquesta època, el Rabí Yitzchak Meir vivia a Varsòvia, Polònia, i dirigia allí al principal grup de hassidim de Kotzker. Poc després d'acceptar el lideratge dels hassidim de Kotzker, el Rabí Yitzchak Meir va ser nomenat Rabí i cap del Beit Din de Guer (la cort rabínica de Guer). El rabí es va traslladar a Guer, i va esdevenir el rabí i fundador de la dinastia hassídica de Guer. Durant els seus set anys de lideratge, la hassidut va florir, fent que aquest període fos conegut com els set anys d'abundància.
Després de la mort del Rabí Yitzchak Meir en 1866, els seus seguidors volien que el seu net de divuit anys, el Rabí Yehudah Aryeh Leib Alter, ho succeís. Quan el Rabí Yehuda Aryeh Leib no va voler acceptar aquesta posició, la majoria dels hassidim de Guer van esdevenir seguidors del Rabí Chanokh Heynekh HaKohen Levin, l'antic rabí de Prushnits i Krushnevits. Després de la mort del Rabí Chanokh Heynekh en 1870, el Rabí Yehudah Aryeh Leib (conegut pòstumament com el Sfas Emes) va accedir a la petició dels hassidim de esdevenir el seu proper rabí. Malgrat la seva joventut, va ser acceptat ràpidament entre els rabins polonesos.
El moviment hassídic Guer va florir sota el lideratge del Rabí Yehudah Aryeh Leib i el seu fill major i successor, el Rabí Abraham Mordechai Alter (conegut com el Imrei Emes). En 1926, en una decisió audaç pels hassidim polonesos, el Rabí Abraham Mordechai va establir una ieixivà a Jerusalem, nomenant-la amb el nom del seu pare, el Sfas Emes. El primer director de la ieixivà va ser el Rabí Nechemiah Alter, el germà del Imrei Emes. Actualment, la ieixivà continua a ser el vaixell almirall de la hassidut de Guer. Es va establir una sucursal de la ieixivà a Tel-Aviv, que més tard va ser anomenada Yeshivas Chiddushei HaRim.

## Distribució dels hassidim de Guer
Gairebé tots els hassidim de Guer que vivien a Europa abans de la guerra (aproximadament 100.000 hassidim) van ser assassinats pels nazis a l'Holocaust. El Rabí Abraham Mordechai Alter, que va aconseguir escapar, es va dedicar a la tasca de reconstruir el moviment al Mandat Britànic de Palestina. És generalment acceptat que el rabí de Guer va ser alliberat pels nazis, i que aleshores va ser capaç de traslladar-se fins a Palestina, gràcies a un rescat molt gran pagat pels seus seguidors als nazis.
Sota els seus líders de la postguerra, el moviment va començar a florir de nou. En l'actualitat, en ocasions importants com Roix Ha-Xana i Xavuot, més de 12.000 hassidim poden reunir-se a la sala d'estudi principal de la hassidut de Guer. Existeixen grans comunitats de hassidim de Guer a Israel a Asdod, Bnei Brak i Jerusalem, on viuen milers de hassidim, i hi ha una comunitat una mica més petita de hassidim de Guer a Brooklyn, Nova York.
També s'han establert comunitats més petites amb desenes o centenars de hassidim en petites ciutats d'Israel, com Arad al desert del Néguev, Hatzor HaGlilit a Galilea, Kiryat HaRim Levin a Tel-Aviv, Beit Shemesh, i Kiryat Gat, i en altres ciutats del Món, com Lakewood, Nova Jersey, Los Angeles, Califòrnia, Londres, Regne Unit, Anvers, Bèlgica, Zúric, Suïssa i Toronto, Ontario, Canadà.
Guer manté una xarxa educativa ben desenvolupada d'escoles Talmud Torà, ieixives i col·legis, així com escoles per a nenes Bais Yaakov. Els seus líders dominen el moviment religiós i el partit polític Agudat Israel a l'Estat d'Israel.

## Característiques dels hassidim de Guer
Els homes es distingeixen per una vestimenta fosca hassídica, i per dur els pantalons ficats dins d'uns mitjons anomenats hoyzn-zokn. Els homes porten un barret de feltre rodó. Durant el Xabat i les festes jueves, els homes casats porten el barret de pell circular dels jueus hassídics polonesos anomenat spodik (no confondre amb el eixtràimel que porten els homes casats dels grups hassídics que no provenen de Polònia). Guer segueix el camí del Rabí Kotzker en emfatitzar el servei a Déu d'una manera aguda i objectiva, en oposició a l'orientació mística i espiritual d'altres grups hassídics. Guer posa molt èmfasi en l'estudi del Talmud de Babilònia.
La hassidut de Guer va produir un dels més prolífics compositors de música litúrgica jueva de tots els temps, el jueu Yankel Talmud (1885-1965). Conegut com «el Beethoven dels rabins de Guer».
Yankel Talmud va compondre dotzenes de noves melodies cada any per als serveis d'oració, incloent-hi marxes, valses i melodies de ball. Encara que no tenia formació musical i ni tan sols sabia llegir música,Yankel Talmud va compondre més de 1.500 melodies, la majoria cantades per ell i el seu cor en la sinagoga principal de Guer a Polònia i a Israel. Moltes composicions de Yankel Talmud encara són àmpliament cantades avui dia, incloent-hi la commovedora melodia de marxa «Shir Hamaalot», interpretada en molts casaments, i «El Sevoshí», cantada als oratoris hassídics.

## El cinquè Rebe de Guer
Sota el lideratge del cinquè Rabí de Guer, el Rabí Yisrael Alter, conegut com el Beis Yisrael, l'organització Ichud Mosdos Gur (Unió d'Institucions de Guer) va ser establerta com l'organisme responsable de finançar a totes les institucions educatives afiliades a Guer a la Terra d'Israel. Actualment existeixen al voltant de 100 institucions d'aquest tipus. El Rabí Beis Israel va ajudar a reconstruir la hassidut de Guer després de la seva destrucció virtual durant la Segona Guerra Mundial.

## Lideratge de la dinastia Guer
1-Rabí Yitzchak Meir Alter (1798 - 10 de març de 1866), també conegut com el Chiddushei HaRim. Va ser un notable estudiant del Rabí Kotzker, i un prominent erudit contemporani. Va assumir el lideratge dels hassidim de Guer en 1859.
2-Rabí Chanoch Heynekh HaKohen Levin d'Alexander (1798 - 21 de març de 1870), col·lega de Yitzchak Meir. Rebe de Guer de 1866 a 1870.
3-Rabí Yehudah Aryeh Leib Alter (1847-1905), també conegut com el Sfas Emes. Nascut a Varsòvia, Polònia. Va morir a Góra Kalwaria. Va escriure obres talmúdiques i comentaris de la Torà que es coneixen dins i fora dels corrents hassídics. Net del Rabí Leib Alter. Rebe de Guer de 1870 a 1905.
4-Rabí Avraham Mordechai Alter (25 de desembre de 1866 - 3 de juny de 1948), també conegut com el Imrei Emes. Fill del Rabí Leib Alter. Rebe de Guer de 1905 a 1948.
5-Rabí Israel Alter (12 d'octubre de 1895 - 20 de febrer de 1977) també conegut com el Beis Yisroel. Fill del Rabí Abraham Mordechai. Rebe de Guer de 1948 a 1977.
6-Rabí Simchah Bunim Alter (6 d'abril de 1898 - 6 d'agost de 1992), també conegut com a Lev Simcha. Fill del Rabí Abraham Mordechai. Rebe de Guer de 1977 a 1992.
7-Rabí Pinchas Menachem Alter (9 de juny de 1926 - 7 de març de 1996), també conegut com el Pnei Menachem. Fill del Rabí Abraham Mordechai. Rebe de Guer de 1992 a 1996.
8-Rabí Yaakov Aryeh Alter (nascut en 1939). L'únic fill del Rabí Simcha Bunim. Rebe de Guer des de 1996.